# Abiego

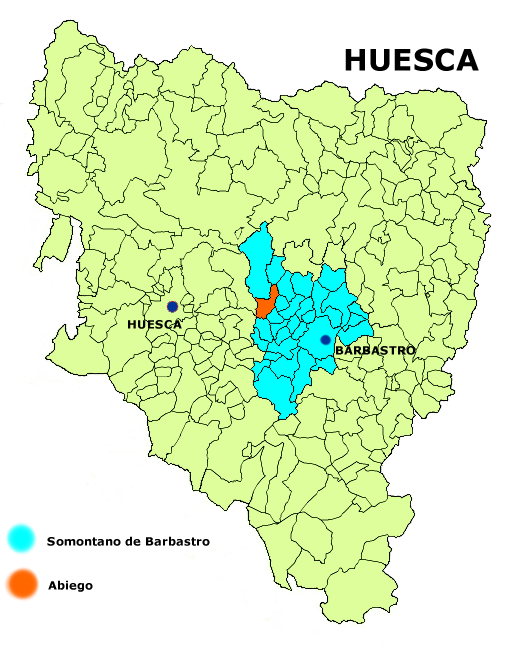
Localização de Abiego

Abiego é um município da Espanha na província de Huesca, comunidade autónoma de Aragão, de área 38,09 km² com população de 288 habitantes (2004) e densidade populacional de 7,56 hab/km².

## Demografia
| Variação demográfica do município entre 1991 e 2004 | Variação demográfica do município entre 1991 e 2004 | Variação demográfica do município entre 1991 e 2004 | Variação demográfica do município entre 1991 e 2004 |
| --------------------------------------------------- | --------------------------------------------------- | --------------------------------------------------- | --------------------------------------------------- |
| 1991                                                | 1996                                                | 2001                                                | 2004                                                |
| 320                                                 | 305                                                 | 289                                                 | 288                                                 |